# Shane Meier
Shane „Shaner” Meier (ur. 11 czerwca 1977 w Saskatoon) – kanadyjski aktor telewizyjny, filmowy i głosowy.

## Życiorys
Urodził się w Saskatoon, w prowincji Saskatchewan jako syn Jane i Johna Meierów. Miał dwóch braci – Asha i Travisa. W 1985, w wieku ośmiu lat zadebiutował w serialu The Ray Bradbury Theatre. Jego kreacja Matthew Sheparda, amerykańskiego studenta Uniwersytetu Wyoming skatowanego na śmierć w wieku 21 lat, w telewizyjnym dramacie kryminalnym NBC The Matthew Shepard Story (2002) w reżyserii Rogera Spottiswoode z Stockard Channing i Samem Waterstonem została nagrodzona na festiwalu OutFest w Los Angeles.

## Filmografia

### filmy fabularne
- 1992: Bez przebaczenia jako Will Munny Jr.
- 1994: Andre jako Steve Whitney
- 1995: Pan domu jako wielki dzieciak przy szkole nr 2
- 1995: Kochany potwór jako dzieciak z kolczykiem
- 1996: The Quest jako Red
- 1998: Srebrny wilk (Silver Wolf, TV) jako Jesse McLean
- 2000: Aniołki taty (Papa's Angels, TV) jako Jimmy Lee
- 2001: The Matthew Shepard Story (TV) jako Matthew Shepard
- 2003: Mroczna prawda (A Date with Darkness, TV) jako Daniel

### seriale TV
- 1989: Kapitan N – głos
- 1989: Karmelowy obóz jako młody Camper (głos)
- 1990: MacGyver jako chłopak / młody MacGyver
- 1991: Kapitan Bucky O’Hare jako Willy DuWitt (głos)
- 1992: Diagnoza morderstwo jako Paul McKinney
- 1992: Opowieści kucyków jako Lancer (głos)
- 1993: Madison jako Paul Devries
- 1993: Adventures of Sonic the Hedgehog – głos
- 1995: Droga do Avonlea jako Louie
- 1997-1998: Strażnik Teksasu jako Tommy Malloy
- 1999: Strażnicy miasta jako Tommy Malloy
- 1999: Siódme niebo jako Joe
- 2000: Zew krwi (Call of the Wild) jako Miles Challenger
- 2000: Gwiezdne wrota jako Garan
- 2003: Prawdziwe powołanie jako Sam
- 2004: 4400 jako Glen Keating
- 2004: Gwiezdne wrota: Atlantyda jako Neleus
- 2005: Nie z tego świata jako Craig Thursten
- 2006: Świry jako Kirk
- 2006-2007: Wywiad jako Phil Coombs